# Эвтибида
Эвтибида — гречанка-куртизанка, одна из главных героинь и главный антагонист романа Рафаэлло Джованьоли «Спартак».

## Образ Эвтибиды
В романе её внешность описана так.
Звалась эта девушка Эвтибидой; по покрою одежды в ней можно было признать гречанку; сразу бросалась в глаза красота ее высокой и стройной фигуры. Талия была так тонка, что, казалось, ее можно было охватить двумя руками. Прелестное лицо поражало алебастровой белизной, оттененной нежным румянцем. Изящной формы лоб обрамляли кольца рыжих пушистых волос. Большие миндалевидные глаза цвета морской волны горели сладострастным огнем и непреодолимо влекли к себе. Чуть вздернутый, красиво очерченный носик как будто подчеркивал выражение дерзкой смелости, запечатлевшейся в ее чертах. Меж полуоткрытых, чувственных и слегка влажных алых губ сверкали белоснежные зубы – настоящие жемчужины, соперничавшие прелестью с очаровательной ямочкой на маленьком округлом подбородке. Белая шея казалось изваянной из мрамора, плечи были достойны Юноны, грудь была упругая и высокая, и пышность ее не вязалась с тонкой талией, но это придавало гречанке еще больше привлекательности. Кисти обнаженных точеных рук и ступни ног были крошечные, как у ребенка...
Также автор описывает её как завистливую, злую, тщеславную девушку с прирожденными дурными наклонностями....Кроме редкой красоты, природа щедро наделила ее недюжинным умом, и она стала вдохновительницей всевозможных интриг и коварных козней...

## Эвтибида в сюжете

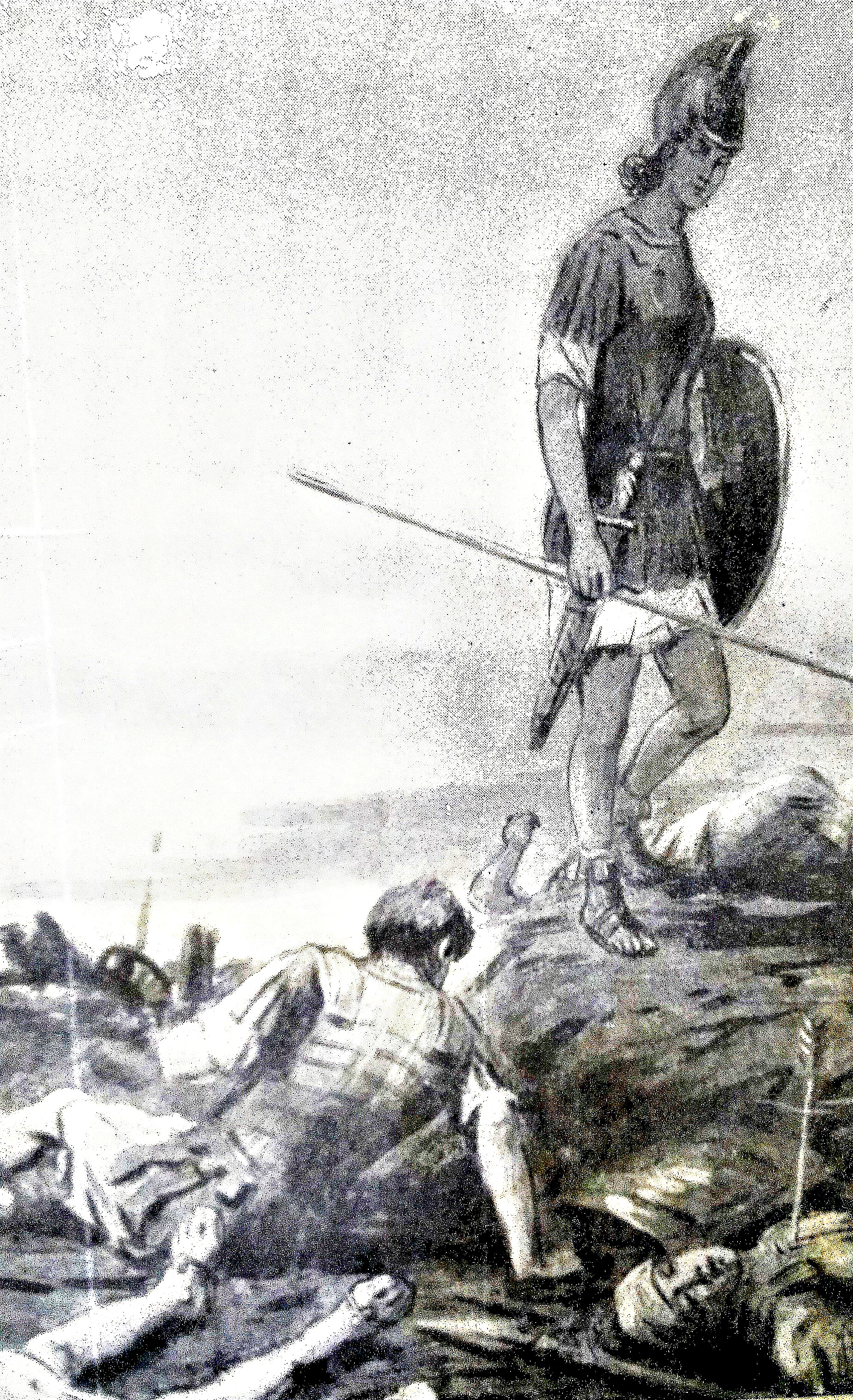
Эвтибида на поле битвы

Попав в плен к римлянам стала куртизанкой; получив свободу, она разбогатела и жила в собственном доме. В начале романа находится среди зрителей в цирке во время гладиаторских боёв, где её замечает Красс. Она влюбляется в Спартака и хочет добиться его расположения, но Спартак отвергает её, поскольку влюблен в Валерию Мессалу — жену Суллы. Узнав об этом от старого актёра Метробия, она пишет письмо Сулле с указанием на измену Валерии со Спартаком и посылает к Сулле своего слугу Демофила, но раскаявшись и подумав о последствиях она уговаривает Метробия ехать вдогонку за Демофилом. Демофил и Метробий почти одновременно прибывают в поместье Суллы, но незадолго до их приезда диктатор умирает.

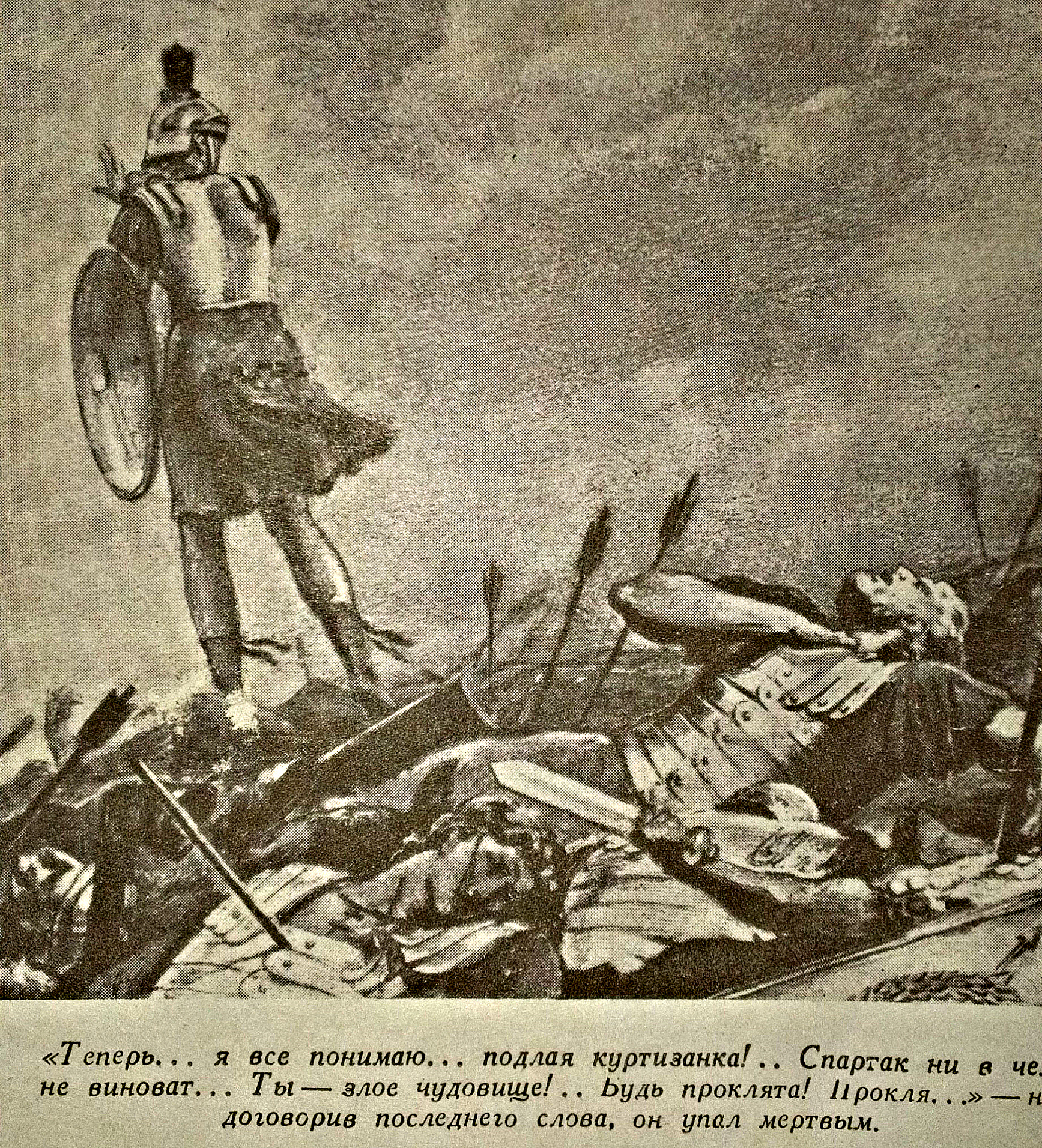
Эвтибида и умирающий Эномай

Спустя шесть лет Эвтибида присоединяется к восстанию, отправившись в лагерь Спартака, и Спартак назначает её контурбеналом. Спустя некоторое время она пытается его соблазнить, но Спартак её отвергает. Эвтибида в слезах уходит из палатки и решает его погубить. Из-за её интриг и предательства погибают:
- Рутилий, убитый её слугой на пути в Рим, отправленный для переговоров с Катилиной. При этом её слуга погибает сам от тяжёлой раны;
- Эномай. Соблазнённый Эвтибидой, он выдает ей планы Спартака и позже выступает против него, обвиняя его в предательстве из-за нежелания идти на Рим, и уводит 10 тыс. воинов. В битве с консулом Гелием Эномай и почти всё войско погибает. Умирающий от ран Эномай проклинает Эвтибиду. Подошедший с воинами Спартак побеждает Гелия, а раненую Эвтибиду находят на поле битвы и привозят в лагерь.
- Крикс, которому Эвтибида передаёт ложный приказ Спартака, приводит войско на гору Гарган, где на него нападает войско Красса. Крикс и 30 тыс. воинов почти со всеми командирами погибают в неравной битве.

После гибели Крикса гладиаторы понимают чудовищный замысел Эвтибиды. Спартак предлагает Крассу обменять её на пленных, но получает отказ. Намереваясь погубить сестру Спартака Мирцу, она подкупает Ай Стендия — жреца храма Геркулеса в Темесе. Ночью она приводит в храм Эрцидана и Аскубара — двух вооружённых рабов Красса. Когда Эвтибида осматривает окрестности, её замечает патруль гладиаторов. Опасаясь попасть в плен, она бежит в храм, где её наёмники стреляют в неё из луков, приняв за Мирцу. Раненая Эвтибида падает, гладиаторы, оказав ей помощь и сняв с неё шлем, узнают бывшую соратницу, предавшую их. Они узнают о пойманного Эрцидана от её планах; гладиаторы, Мирца и эфиопка Цетуль смотрят на умирающую от ран Эвтибиду. Сделав последнее движение к Мирце, Эвтибида падает и умирает; оставив её труп, все уходят из храма.

## Эвтибида в других литературных произведениях
Анна Родионова. ВЕНОК ДЛЯ РЕТИАРИЯ (фантастический роман)
Виктор Мосолов. ВЕЛИКИЙ РУДИАРИЙ (поэма)
Олег Рыбаченко. УДАР РУССКИХ БОГОВ (фантастический роман)
Владимир Тяптин. СПАРТАК (трагедия)

## Кинематограф и музыка
Несмотря на то что она является одной из главных героинь романа, она отсутствует в трёх экранизациях.
Одна из героинь балета Арама Хачатуряна «Спартак»; в балете её зовут Эгина.